# Зозуленята (Цілком таємно)
Зозуленята (Roadrunners) — 4-й епізод восьмого сезону серіалу «Цілком таємно». Епізод не належить до «міфології серіалу» — це монстр тижня. Прем'єра в мережі «Фокс» відбулася 26 листопада 2000 року.
У США серія отримала рейтинг Нільсена, рівний 8.3, це означає, що в день виходу її подивилися 13.6 мільйона глядачів.

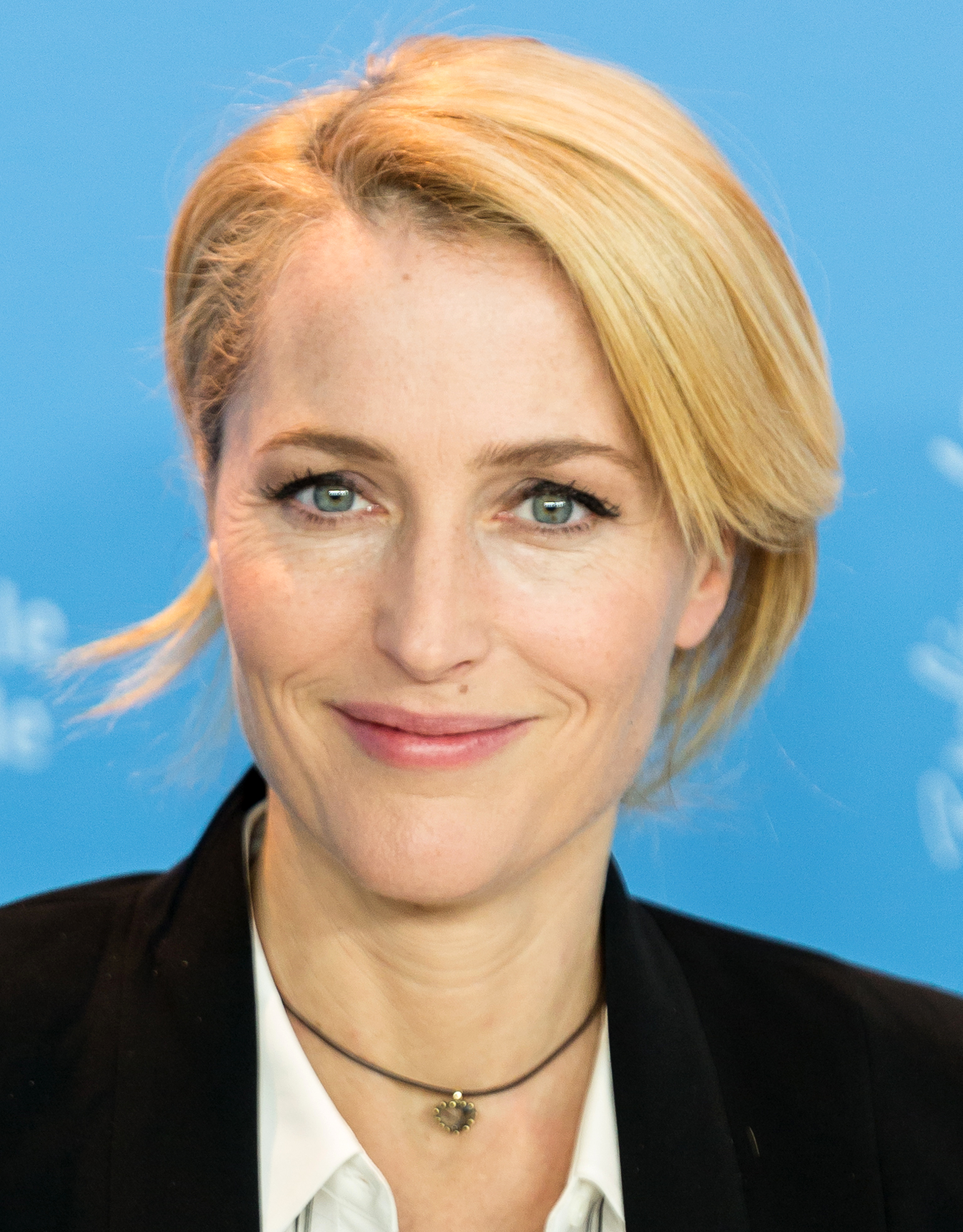

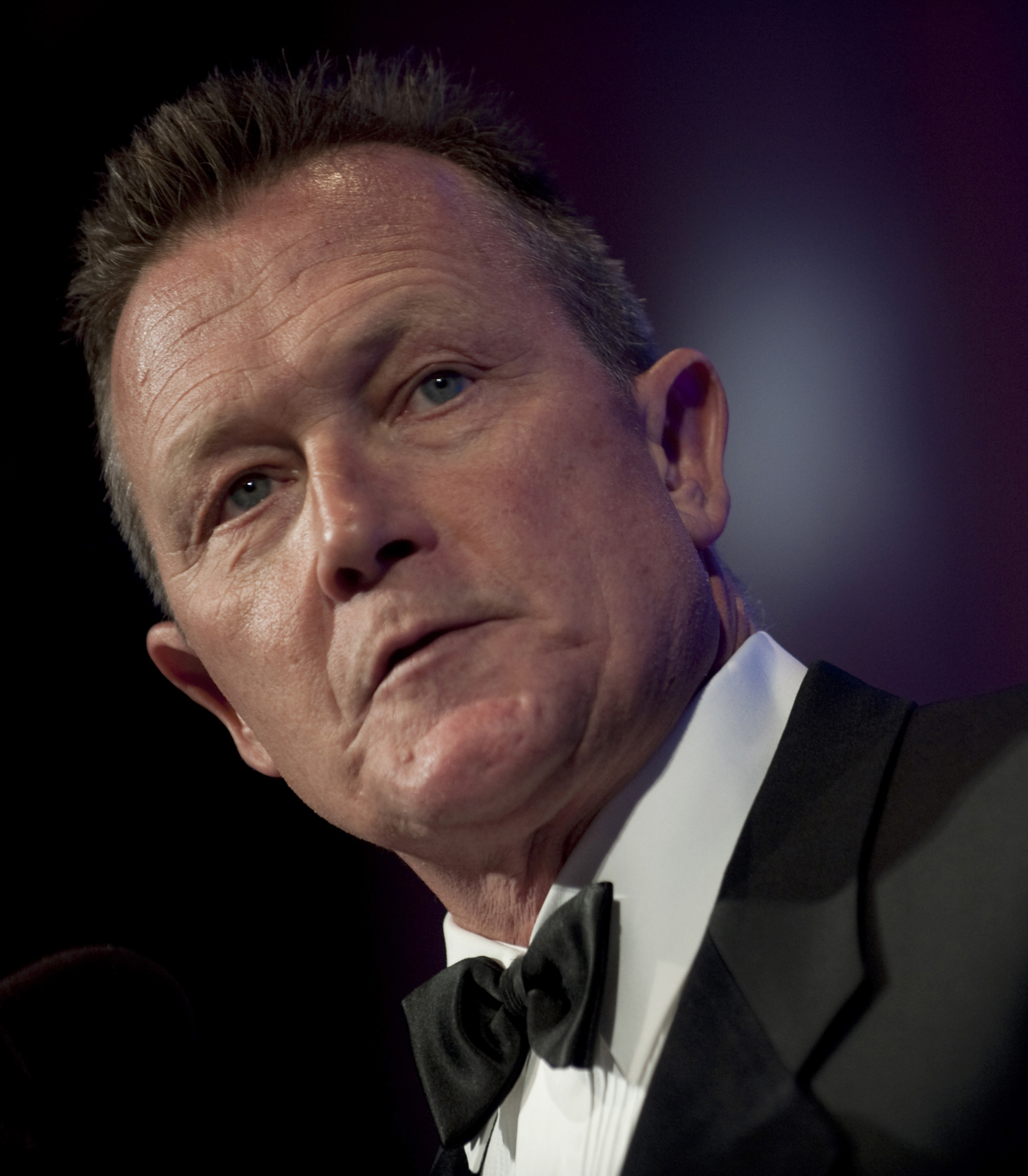

Скаллі, працюючи одна, стикається з культом, в якому вклоняються слизнеподібному паразиту, вважаючи його Другим пришестям Ісуса. Але поки вона намагається допомогти пораненому незнайомцю, її також заражають цим паразитом.

## Зміст
Істина поза межами досяжного
У пустелі поблизу Шугарвіля (округ Джуеб, Юта), мандрівник автостопом зупиняє автобус, що проїжджає повз, який водійка спиняє без пояснень. Серед дороги автобус зупиняється і з нього виходить чоловік із милицями, до якого приєднуються інші пасажири. Автостопер бачить, як вони забили камінням чоловіка до смерті. По тому вони мовчазно оточують мандрівника, коли він марно намагається втекти.
Дейна Скаллі вирушає на розслідування вбивства самостійно. На місці пригоди поганий зв'язок — вона додзвонюється до Доггетта і висвітлює пригоду. Потерпілий, двадцятидворічний турист, має ознаки розпаду тіла, зазвичай пов'язані зі старістю. Скаллі просить Доггетта перевірити архіви «Цілком таємно» на наявність випадків згадування глікопротеїнів. Коли вона обговорює справу з Доггеттом, автобус проїздить повз неї, і Скаллі слідує за ним до заправки посеред пустелі. Чоловік з пораненою рукою дізнається, що вона лікар, і наповнює її бензобак. Як виявляється — бензин із водою. Після того, як її автомобіль зупинився, Скаллі повертається на АЗС і заправник повідомляє, що дощ потрапив у каністру з бензином.
Службовець каже Скаллі, що містер Мілсап — єдина людина з працюючим телефоном в цій місцині, але Дейна виявляє, що лінія не працює. Містер Мілсап пропонує Скаллі кімнату в місцевому пансіонаті. Скаллі намагається розпитати у місцевих — але мешканці містечка ігнорують її. Вони надто захоплені штудіюванням Біблії. Дейна приймає нічліг і увечері бачить як місцеві мешканці проходжуються із ліхтарями в руках. Скаллі засинає із пістолетом коло постелі.
Наступного ранку містер Мілсап каже Скаллі, що внизу є людина, якій потрібна допомога. Вона йде з ним і виявляє, що у автостопера стався напад. Вона радить їм відвезти постраждалого до лікарні, але місцеві мешканці вдають, ніби у них немає автомобілів. Оглядаючи чоловіка, Скаллі виявляє дивну кругову рану на спині. Тим часом Доггетт викликає шерифа по місцю призначення Скаллі і дізнається, що Дейна ще не прибула. Тому він вирушає її шукати.
Хвора людина починає одужувати після солодкого сиропу, і Скаллі розмовляє з ним, поки городян немає. Здається, постраждалий не знає, хто він і як прибув. Вона знову оглядає його рану і виявляє як щось рухається вздовж хребта чоловіка — у нього знову починаються судоми. З допомогою інструмента заглибившись у відкриту рану, вона витягує шматочок великого хробака. Доггетт дізнається про нові подробиці щодо дзвінка з телефонної будки — із якої потім дзвонила Скаллі.
Скаллі розмовляє з автостопером Хенком про істоту і вважає, що не зможе видалити її, не вбивши його. Скаллі вирушає шукати машину, але через кілька хвилин після виїзду Хенк негайно повідомляє містянам, який вона має намір, і що потрібен «ще один обмін». Одночасно Доггетт прибуває до Юти і інформує шерифа про серію випадків з розряду «Цілком таємно», що стосуються подібних ран на спині та смерті від каменування.
Дейна досліджує суспільне приміщення містян — і знаходить автобус. Скаллі захоплюють городяни, і паразит вставляється в її тіло. При цьому під молитовні вигуки вбивається автостопер. Її прив'язують до ліжка і містяни говорять, яка це для неї честь. Коли Доггетт приїжджає, вона намагається попередити його, і скидає на підлогу гасову лампу — працівник АЗС гасить вогонь. Доггетт виїздить з містечка — але зупиняє автівку, викликає підмогу у шерифа й рушає назад.
Доггетт знаходить Скаллі, вирізає з неї хробака і вбиває істоту — вже перебуваючи в автобусі. При цьому до них прориваються містяни. Після знищення паразита вони спиняються і дають Доггетту винести Скаллі на руках з автобуса. Прибуває поліція.
Через тиждень Скаллі збирає речі в лікарні, коли Доггетт заходить повідомити її про суд над членами культу. Вони стверджують, що їх переслідують за релігійні переконання. Вони думали, що паразит був Другим пришестям Христа. Дейна просить вибачення у Доггетта за те, що вирушила на завдання сама, і обіцяє більше ніколи цього не робити.

## Зйомки
Епізод був написаний Вінсом Гілліганом і натхненний трилером «Поганий день в Блек-Рок» (1955). Сценарій є «нехарактерно брутальним» для Гіллігана — який був відомий своїми комедійними епізодами, як то «Погана кров» і «Ікс-копи». Сценарій був написаний з вираженим наміром зробити епізод, за словами Гіллігана, «справді страшним, моторошним, потрапити під шкіру — буквально і в переносному значенні — „файлів Ікс“. Гілліган також хотів, щоб епізод показав глядачам, що Джон Доггетт на боці героїв. Письменник пояснив: „Я хотів цей гангстерський епізод, який показував, що Доггетт хороший хлопець; на когось можна розраховувати“.
Багато шанувальників були незадоволені поблажливістю Доггетта до Скаллі під час її вибачень. Роберт Патрік — актор, який зобразив Доггетта, однак мав іншу інтерпретацію: „Вся суть сцени полягала в наступному: Слухай, я тут для тебе. Я за тобою. Ми зараз партнери.“ І ви надаєте цьому значення морського піхотинця, кажучи комусь: „Я за тебе стрибаю на гранату, щоб ти міг мені довіряти“. Ідея полягала в тому, щоб дійсно запевнити шанувальників, що співпраця триває».
Деякі герої епізоду були названі на честь людей з реального життя: персонаж Генка, якого назвали на честь брата дівчини Вінса Гіллігана; П. Мілсап, ім'я якого є посиланням на американського співака кантрі та піаніста Ронні Мілсапа; і шериф Чоліно, названий на честь іпотечного брокера Гіллігана.
Режисером епізоду став Род Гарді, що стало його першою роботою в серіалі. Гарді запропонували цю роботу після того, як невідома особа, яка працювала в «Цілком таємно», побачила його римейк фільму Turner Broadcasting System «Рівно опівдні». Паразитична істота, зображена в епізоді, була створена за допомогою аніматроніки і розроблена так, щоб виглядала як банановий слимак. Під час сцени, коли істота розміщається на спину Скаллі, знімальна група створила фальшиву «спину» зі скловолокна для Джилліан Андерсон. Щоб створити ілюзію, що істота повзе по тілу, скловолокно було покладено поверх Андерсон, а потім аніматронічний слимак притиснули до підробленої спини. Пізніше Андерсон описала цю сцену як «веселу зйомку», хоча вона також назвала процес виснажливим, тому що їй доводилося боротися на ліжку, весь час прив'язаній. Пізніше Пол Рабвін зазначив, що у нього під час сцени було кілька операторів, які «почали втрачати темп».

## Показ і відгуки
«Зозуленята» вперше вийшли у США на «Fox» 26 листопада 2000 року. Епізод отримав рейтинг Нільсена 8,3, що означає — його бачили 8,3 % домогосподарств країни. Серію переглянули 8,37 млн домогосподарств та 13,6 млн глядачів. У Великій Британії та Ірландії епізод вперше був показаний 1 березня 2001 року на каналі «Sky One».. «Roadrunners» отримав 0,67 млн глядачів.
Епізод отримав неоднозначні відгуки критиків. Оглядачка «Dennis Publishing» Джульєтта Гаррісон назвала його «найкращим автономним епізодом» восьмого сезону. Гаррісон високо оцінила розвиток персонажів у серії і зазначила, що епізод «ефективно об'єднує (Скаллі та Доггетта) разом як партнерів». Роберт Ширман та Ларс Пірсон у книзі «Хочемо вірити: критичний посібник з Цілком таємно, Мілленіуму та Самотніх стрільців» оцінили епізод 4 зірками з п'яти. Вони відзначили, що «протягом перших півгодини це працює як повільна історія жахів з непоспішним розгортанням… Це перехід вистави Джилліан Андерсон від непрямого роздратування до відвертої параної… що робить це настільки ефективним». Ширман і Пірсон критикували скорочення ролі Джона Доггета до мінімуму. Емілі Вандерверф з «The A.V. Club» відзначила епізод «А-» і написала, що «це момент, який присвячений тому, щоб допомогти нам пройти епоху Малдера». Вона високо оцінила моторошність сценарію Гіллігана, а також характеристику Скаллі, написавши, що, хоча вона перебуває в ситуації, яка склалася у неї над головою, вона все ще розумна у своїх спробах уникнути. Вона також високо оцінила акторську гру Андерсон. Однак Вандерверф більш критично віднеслася до фінальної сцени, зазначивши, що «це зробило Доггетта видовищем». Пол Спрегг з «Xposé» позитивно написав про епізод, заявивши, що він містить «повернення до історій жахів, які так добре працювали в перші сезони». Він додав, що «Зозуленята» «безумовно близькі» до епізоду першого сезону «Лід».
Багато було негативних відгуків критиків. Джордж Авалос і Майкл Лідтке з «Knight Ridder» писали, що «слимак цього епізоду продовжив прекрасну традицію монстрів серіалу, яка викликала у нас сум, коли ми смикалися на своїх місцях». Незважаючи на насолоду від кривди та реальності ізоляції Скаллі, вони критично ставилися до мотивів культу, пишучи: «нам абсолютно не було зрозуміло, чому члени культу Юти вважають, що слимак — це Друге пришестя Ісуса Христа.» Зрештою оглядачі зробили висновок, що «Зозуленята» поступаються «далеко не класичним серіям». Сара Стегалл з «SFScope» різко критикувала епізод, називаючи його «З великою кількістю класичної параної Цілком таємно, але без витонченості — яку ми бачили раніше». Пола Вітаріс з «Cinefantastique» надала епізоду нищівний огляд і не присудила жодної зірки з чотирьох. Вона сильно висміювала сюжет, саркастично посилаючись на Доггетта як «Мена», а паразита — як «гігантського слимака фалічної форми». Крім того, вона розкритикувала дії Скаллі, яка вирушила на завдання, не повідомивши свого партнера. Дейв Голдер з «НФІкс» розкритикував епізод і назвав його відновленим «Льодом».

## Знімалися
| Актор             | Роль               |
| ----------------- | ------------------ |
| Роберт Патрік     | Джон Доггетт       |
| Джилліан Андерсон | Дейна Скаллі       |
| Лоуренс Прессман  | Мілсап             |
| Вільям О'Лірі     | людина на заправці |
| Расті Швіммер     | водій              |